# Tornare indietro (singolo)
Tornare indietro è un singolo del rapper italiano Guè, pubblicato il 15 luglio 2013 come quarto estratto dal secondo album in studio Bravo ragazzo.

## Descrizione
Decima traccia dell'album, Tornare indietro ha visto la partecipazione vocale della cantante britannica Arlissa. Secondo le stesse parole di Pequeno, il brano è «una delle tracce più emotive e internazionali» dell'album:

## Video musicale
Anticipato da un trailer, il video, girato a Londra completamente in bianco e nero, è stato diretto da Peppe Romano e da Marianna Schivardi e reso disponibile il 12 luglio attraverso il canale YouTube del rapper.

## Classifiche
| Classifica (2013) | Posizione massima |
| ----------------- | ----------------- |
| Italia            | 90                |